# Пшадский сельский округ
Пша́дский се́льский о́круг — административно-территориальная единица города-курорта Геленджика, как объекта административно-территориального устройства Краснодарского края. 
В рамках структуры администрации муниципального образования города-курорта Геленджика именуется как Пша́дский внутриго́родской о́круг. 
В рамках советской системы административно-территориального деления составлял Пшадский сельсовет, подчинённый Геленджикскому горсовету.
Административный центр — село Пшада.

## Население
| 2010 |
| ---- |
| 6230 |

## Состав округа
| № | Населённый пункт      | Тип населённого пункта       | Население | Доля от населения (%) |
| - | --------------------- | ---------------------------- | --------- | --------------------- |
| 1 | Береговое             | село                         | ↗1153     | 18,5 %                |
| 2 | Бетта                 | хутор                        | ↗796      | 12,8 %                |
| 3 | Криница               | село                         | ↗279      | 4,5 %                 |
| 4 | Михайловский Перевал  | село                         | ↘1290     | 20,7 %                |
| 5 | Пшада                 | село, административный центр | ↘2686     | 43,1 %                |
| 6 | Широкая Пшадская Щель | село                         | ↘26       | 0,4 %                 |

## Администрация округа
На территории сельского округа свою деятельность как территориальный орган администрации муниципального образования город-курорт Геленджик ведёт администрация Пшадского внутригородского округа.
Глава администрации внутригородского округа — Грибцов Александр Анатольевич.
Адрес — село Пшада, ул. Школьная, д. 20.

## История
1 февраля 1963 года в Краснодарском крае был упразднён Геленджикский район, территория которого была разделена между Туапсинским районом и выделенным в город краевого подчинения Геленджиком. 
30 декабря 1964 года в подчинение Геленджикскому горсовету был передан ряд сельсоветов Туапсинского сельского района. 1 января 1965 года Геленджикскому горсовету был переподчинён Пшадский сельсовет Туапсинского района.
В 1993 году сельсоветы Краснодарского края прекратили свою деятельность в пользу сельских администраций и заменены на сельские округа. В рамках реформы местного самоуправления территория, подчинённая городской администрации Геленджика, к 2005 году преобразована в муниципальное образование город-курорт Геленджик со статусом городского округа. Город-курорт Геленджик как объект административно-территориального устройства Краснодарского края включил помимо самого города также 4 сельских округа, в том числе Пшадский.